# Mahamasufiya Sani
Mahamasufiya Sani (thailändisch มาหามะซูฟียา สะนิ; * 24. Oktober 2002), auch als Fiya bekannt, ist ein thailändischer Fußballspieler.

## Karriere
Mahamasufiya Sani stand die Saison 2020/21 beim Drittligisten Jalor City FC in Yala unter Vertrag. Mit dem Verein spielte er zuletzt in der Southern Region der dritten Liga. Für Jalor absolvierte er 15 Drittligaspiele. Zur Saison 2021/22 wechselte er zum Zweitligisten Customs Ladkrabang United FC. Sein Zweitligadebüt für den Verein aus Samut Prakan gab Mahamasufiya Sani am 15. September 2021 (3. Spieltag) im Auswärtsspiel gegen den Ranong United FC. Hier stand er in der Startelf und wurde in der 59. Minute gegen Krailas Panyaroj ausgewechselt. Das Spiel endete 3:3. Für die Customs bestritt er vier Zweitligaspiele. Am Ende der Saison wurde sein Vertrag nicht verlängert. Ende Juli 2022 verpflichtete ihn der Drittligist Nara United FC. Mit dem Verein aus Narathiwat spielte er 30-mal in der Southern Region der Liga. Mitte Dezember 2023 wechselte er zu dem in der Bangkok Metropolitan Region spielenden VRN Muangnont FC. Nach elf Ligaspielen ging er im Sommer 2024 in den Süden des Landes. Hier schloss er sich in Yala dem Drittligaaufsteiger Yala City FC an.